# Biatló als Jocs Olímpics d'hivern de 2010 - Sortida massiva femenina
Als Jocs Olímpics d'Hivern de 2010 celebrats a la ciutat de Vancouver (Canadà) es disputà una prova de biatló en categoria femenina sobre una distància de 12,5 quilòmetres en format de sortida massiva que, unida a la resta de proves, configurà el programa oficial dels Jocs.
La prova es disputà el dia 21 de febrer de 2010 a les instal·lacions esportives de Whistler Olympic Park. Hi participaren un total de 30 biatletes de 12 comitès nacionals diferents.

## Resum de medalles
| Or               | Argent        | Bronze          |
| Magdalena Neuner | Olga Zaitseva | Simone Hauswald |

## Resultats
| Pos. | Dorsal | Nom                       | CON        | Temps   | Penalitacions (P+P+S+S) | Dif.    |
| ---- | ------ | ------------------------- | ---------- | ------- | ----------------------- | ------- |
| 1    | 2      | Magdalena Neuner          | Alemanya   | 35:19.6 | 2 (1+0+1+0)             |         |
| 2    | 16     | Olga Zaitseva             | Rússia     | 35:25.1 | 1 (0+0+1+0)             | +5.5    |
| 3    | 12     | Simone Hauswald           | Alemanya   | 35:26.9 | 2 (0+0+2+0)             | +7.3    |
| 4    | 13     | Olga Medvedtseva          | Rússia     | 35:40.8 | 0 (0+0+0+0)             | +21.2   |
| 5    | 15     | Teja Gregorin             | Eslovènia  | 35:49.0 | 1 (0+0+0+1)             | +29.4   |
| 6    | 7      | Darya Domracheva          | Belarús    | 35:53.2 | 1 (0+0+1+0)             | +33.6   |
| 7    | 17     | Sandrine Bailly           | França     | 36:02.0 | 2 (0+0+2+0)             | +42.4   |
| 8    | 1      | Anastasiya Kuzmina        | Eslovàquia | 36:02.9 | 3 (1+1+1+0)             | +43.3   |
| 9    | 9      | Andrea Henkel             | Alemanya   | 36:13.5 | 1 (1+0+0+0)             | +53.9   |
| 10   | 8      | Helena Jonsson            | Suècia     | 36:15.9 | 2 (1+1+0+0)             | +56.3   |
| 11   | 19     | Ann Kristin Flatland      | Noruega    | 36:16.0 | 4 (0+2+1+1)             | +56.4   |
| 12   | 27     | Olena Pidhrushna          | Ucraïna    | 36:22.8 | 2 (1+0+0+1)             | +1:03.2 |
| 13   | 11     | Anna Carin Olofsson-Zidek | Suècia     | 36:22.9 | 4 (1+1+1+1)             | +1:03.3 |
| 14   | 14     | Svetlana Sleptsova        | Rússia     | 36:23.3 | 3 (0+2+0+1)             | +1:03.7 |
| 15   | 6      | Marie-Laure Brunet        | França     | 36:39.5 | 3 (0+0+1+2)             | +1:19.9 |
| 16   | 5      | Marie Dorin               | França     | 36:40.9 | 1 (1+0+0+0)             | +1:21.3 |
| 17   | 20     | Liudmila Kalinchik        | Belarús    | 36:55.2 | 1 (0+0+0+1)             | +1:35.6 |
| 18   | 3      | Tora Berger               | Noruega    | 36:58.3 | 4 (1+0+1+2)             | +1:38.7 |
| 19   | 18     | Valj Semerenko            | Ucraïna    | 37:12.5 | 3 (0+2+1+0)             | +1:52.9 |
| 20   | 24     | Krystyna Pałka            | Polònia    | 37:22.6 | 1 (1+0+0+0)             | +2:03.0 |
| 21   | 25     | Weronika Nowakowska       | Polònia    | 37:34.0 | 4 (1+2+1+0)             | +2:14.4 |
| 22   | 29     | Nadezhda Skardino         | Belarús    | 37:38.1 | 1 (0+0+0+1)             | +2:18.5 |
| 23   | 26     | Agnieszka Cyl             | Polònia    | 37:54.7 | 5 (0+1+2+2)             | +2:35.1 |
| 24   | 23     | Eva Tofalvi               | Romania    | 38:00.7 | 5 (0+1+2+2)             | +2:41.1 |
| 25   | 10     | Kati Wilhelm              | Alemanya   | 38:37.7 | 5 (1+3+1+0)             | +3:18.1 |
| 26   | 30     | Andreja Mali              | Eslovènia  | 38:53.9 | 4 (0+2+0+2)             | +3:34.3 |
| 27   | 4      | Elena Khrustaleva         | Kazakhstan | 39:01.3 | 5 (2+2+1+0)             | +3:41.7 |
| 28   | 28     | Anna Maria Nilsson        | Suècia     | 39:05.8 | 4 (1+1+1+1)             | +3:46.2 |
| 29   | 21     | Oksana Khvostenko         | Ucraïna    | 39:11.0 | 3 (0+2+1+0)             | +3:51.4 |
| 30   | 22     | Anna Boulygina            | Rússia     | 39:17.2 | 8 (4+1+2+1)             | +3:57.6 |